# Denis de Rougemont
Pour les articles homonymes, voir Rougemont.
Ne doit pas être confondu avec Denis de Rougemont de Löwenberg.
Denis de Rougemont, né le 8 septembre 1906 à Couvet et mort le 6 décembre 1985 à Genève, est un écrivain, philosophe et professeur universitaire suisse.

## Biographie

### Premiers pas
Denis de Rougemont,, est le fils de Georges de Rougemont, pasteur, et de Alice, née Bovet. La famille de Rougemont est originaire de Saint-Aubin près de Neuchâtel. En 1784, elle a reçu une « reconnaissance d'ancienne noblesse » du Roi Frédéric II de Prusse (Neuchâtel était alors une Principauté prussienne). Des membres de la famille de Rougemont ont fait partie du Conseil d'État de Neuchâtel.
Denis de Rougemont habite dans la maison bourgeoise de ses parents avec ses deux sœurs et son frère à Areuse, un hameau situé entre Boudry et Neuchâtel. Il fréquente l'école primaire à Couvet de 1912 à 1918. Cette expérience lui inspirera plus tard Les Méfaits de l'Instruction publique (1929), un pamphlet sur le rôle anti-éducatif de l'école. De 1918 à 1925, il fréquente le Collège latin, puis le gymnase (collège) de Neuchâtel, en section scientifique. En 1923, il écrit un premier article sur « Henry de Montherlant et la morale du football », publié dans la Semaine littéraire de Genève. De 1925 à 1927, il suit les cours de l'Université de Neuchâtel, en Faculté des Lettres ; il fréquente les cours de psychologie et le séminaire de Jean Piaget sur l'épistémologie génétique, et le cours de Max Niedermann sur la linguistique de Ferdinand de Saussure. Il entre dans la société de Belles-Lettres dont il est un membre très actif, notamment par ses contributions dans la Revue de Belles-Lettres. Entre 1926 et 1929 il découvre une partie de l'Europe grâce à des voyages à Vienne, en Hongrie, en Souabe, en Prusse-Orientale, dans le Bade-Wurtemberg et au Lac de Garde (il les décrit dans Le Paysan du Danube). En 1930, la fin de ses études est sanctionnée par une licence ès lettres.

### Débuts professionnels
La même année, Denis de Rougemont s'établit à Paris, où il assure la direction littéraire des éditions « Je Sers » (qui publient Søren Kierkegaard, Karl Barth, Nicolas Berdiaeff, Ortega y Gasset…). 
Appartenant à la mouvance des non-conformistes des années 1930, il rencontre puis collabore avec, notamment, Gabriel Marcel, Emmanuel Mounier, Alexandre Marc, Arnaud Dandieu, Robert Aron. En 1932, à Francfort, il participe à une rencontre de jeunes groupes révolutionnaires européens, puis au lancement de deux groupes personnalistes et de leurs revues, Esprit (avec Emmanuel Mounier et Georges Izard) et l’Ordre nouveau (avec notamment Robert Aron, Arnaud Dandieu, Alexandre Marc). Il collabore aussi à la revue Plans, est cofondateur de Hic et Nunc (de tendance barthienne) avec Henry Corbin, Roger Jézéquel (Roger Breuil), Roland de Pury et Albert-Marie Schmidt. Enfin, il collabore à la Nouvelle Revue française, où il présente en 1932, un « Cahier de revendications de la jeunesse française ».
En 1933, Denis de Rougemont épouse Simonne Vion (dont il divorce en 1951), avec laquelle il a deux enfants, Nicolas et Martine.
Les éditions « Je sers » font faillite la même année ; Rougemont se retrouve alors au chômage, ou plutôt «en» chômage, puisqu'il considère cette période comme propice aux réflexions intellectuelles. Durant ces deux années, vécues en partie en exil intérieur sur l'île de Ré, Denis de Rougemont écrit le Journal d'un Intellectuel en chômage (publié en 1937 et récipiendaire du Prix Rambert 1938). En 1934, il publie Politique de la Personne, et traduit, en 1935, le premier tome de la Dogmatique de Karl Barth.
Jusqu'en 1936, Denis de Rougemont est lecteur à l'Université de Francfort et rédacteur en chef des Nouveaux Cahiers (jusqu'en 1939). Il publie en 1936 Penser avec les Mains, puis un essai sur la Vision physionomique du Monde. De mars à juin 1938, Denis de Rougemont s'attelle à la rédaction d'une de ses œuvres majeures, L'Amour et l'Occident. En octobre de la même année, il publie le Journal d'Allemagne et, en novembre le livret de Nicolas de Flue, oratorio d'Arthur Honegger.
Jusqu'au déclenchement de la Seconde Guerre mondiale il publie encore de nombreux articles dans Esprit, l’Ordre Nouveau, la Nouvelle Revue française, la Revue de Paris, et des chroniques au Figaro.

### Période de guerre

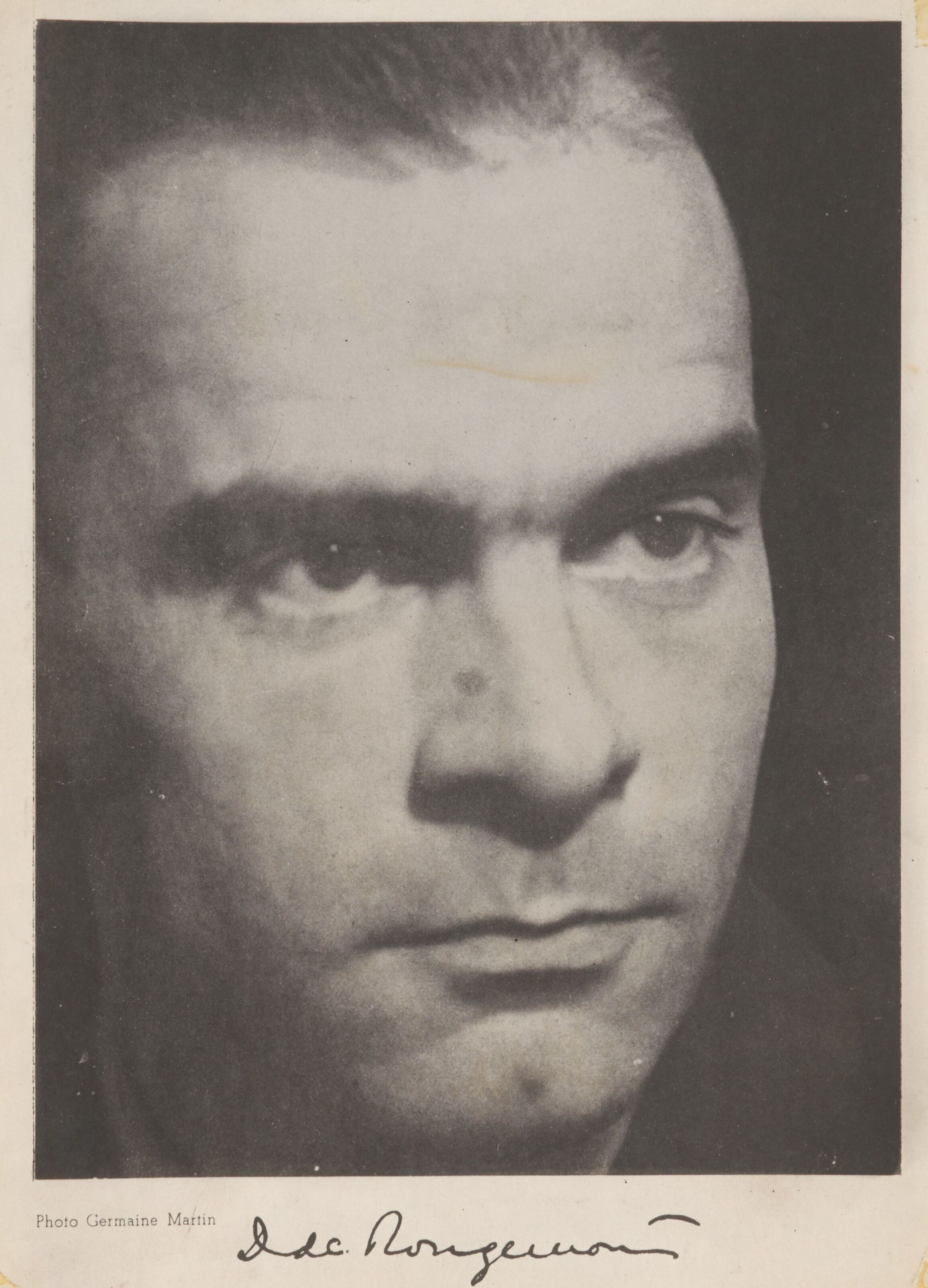
Denis de Rougemont vers 1940, avec sa signature

Rougemont est mobilisé en septembre 1939 dans l'armée suisse. Il est cofondateur de la Ligue du Gothard, un groupe de résistance suisse aux fascismes européens victorieux et il rédige son manifeste Qu'est-ce que la Ligue du Gothard ?. Lors de l'entrée des Allemands à Paris, il rédige un article très polémique dans la Gazette de Lausanne (« À cette heure où Paris….») qui – à la suite des protestations et des pressions du gouvernement allemand – lui vaut les foudres du gouvernement suisse : il est condamné, pour insulte à chef d'État étranger, à quinze jours de prison militaire, qu'il passe en fait chez lui. 
Fin août 1940, Denis de Rougemont est envoyé très officiellement (avec un passeport diplomatique) aux États-Unis, pour y donner des conférences sur la Suisse. Il s'installe près de New York en octobre de la même année.
Devenu ami avec Antoine de Saint-Exupéry, il est un des modèles du Petit Prince. Saint-Exupéry lui demande de poser dans leur salon pour qu'il puisse dessiner les illustrations de son futur ouvrage.
Après avoir rédigé et publié The Heart of Europe: Switzerland, il assiste à la création au Carnegie Hall de l'oratorio Nicolas de Flue. Il voyage en Argentine de juillet à novembre, fréquentant le cercle « Sur », réuni par Victoria Ocampo, dont il est l'hôte. Il donne plusieurs conférences et publie en espagnol son livre sur la Suisse. À la veille de l'attaque sur Pearl Harbor, il rentre à New York. Professeur dès 1942 à l'École libre des hautes études (Université française en exil), puis rédacteur à l'Office of War Information, « la Voix de l'Amérique parle aux Français », il écrit en cinq semaines La Part du Diable, qui paraît fin 1942. Il côtoie Saint-John Perse, Saint-Exupéry, Marcel Duchamp, André Breton, Max Ernst, André Masson, Bohuslav Martinů, Edgar Varèse, mais aussi R. Niebuhr, D. Mac Donald, ou encore le comte Coudenhove-Kalergi, qu'il avait déjà rencontré à Vienne en 1927, lors de ses premiers voyages. Il lui avait alors proposé de mettre sa revue PanEuropa en « français correct »…

### Après-guerre
Au lendemain de la guerre, il a entretenu une relation amoureuse avec Consuelo de Saint-Exupéry.
En 1946, Denis de Rougemont publie à New York les Lettres sur la bombe atomique (illustrées par le peintre surréaliste chilien Roberto Matta) à la suite de la dévastation d'Hiroshima et de Nagasaki, dont il a été profondément choqué. 
En avril 1946, il retourne en Europe. Le 8 septembre 1946, il publie son premier discours sur l'union de l'Europe. De retour aux États-Unis, il passe cinq jours en prison à Ellis Island, pour des motifs qui n'ont jamais été éclaircis. En 1947, Rougemont rencontre Albert Einstein à Princeton, discute des problèmes de l'union de l'Europe. En juillet de la même année, il retourne définitivement en Europe, il s'établit à Ferney-Voltaire, dans la banlieue de Genève, dans la « maison des Bois», ancienne ferme dépendant du château de Ferney, ayant appartenu à Voltaire, et occupée avant la guerre par son ami le Gouverneur Paulding (1897-1965).
Engagé en faveur de la construction européenne, Denis de Rougemont prononce à la fin du mois d'août 1947 le discours inaugural du premier Congrès de l'Union européenne des fédéralistes à Montreux, d'où sort le Congrès de La Haye en 1948, et fait la promotion d'un Centre européen de la culture, dont il est plus tard le directeur.
En mai 1948, Denis de Rougemont donne lecture, lors de la séance de clôture du Congrès de La Haye (présidé par Winston Churchill), du Message aux Européens, qu'il a été chargé d'écrire pour dégager le sens de la manifestation. Il écrit et publie L'Europe en jeu et la Suite neuchâteloise. En novembre, il est élu délégué général de l'Union européenne des Fédéralistes. En 1949, Rougemont ouvre à Genève, sous les auspices du Mouvement européen, un Bureau d'études chargé de préparer la Conférence européenne de la culture. Celle-ci se tient à Lausanne du 8 au 11 décembre, sous la présidence de Salvador de Madariaga. Denis de Rougemont en est le rapporteur général.
En 1950, Denis de Rougemont prend part à Berlin à un rassemblement d'intellectuels qui donnera naissance au Congrès pour la liberté de la culture, dont il préside le comité exécutif jusqu'en 1966. Il écrit et fait distribuer à l'Assemblée consultative du Conseil de l'Europe les Lettres aux Députés européens et rédige l'Appel qui sera lu au nom des 6 000 étudiants européens manifestant devant le Conseil de l'Europe. Il préside à la création du Centre européen de la culture (CEC), d'où sont issues de nombreuses institutions européennes (notamment l'Association européenne des festivals de musique, mais aussi le CERN). 
En 1952 il épouse Nanik Repond, fille du psychiatre André Repond[réf. nécessaire]. 
En 1963 il reçoit le Prix Prince-Pierre-de-Monaco, pour l'ensemble de son oeuvre, et la même année il fonde l'Institut universitaire d'études européennes (IUEE), associé à l'Université de Genève, qu'il dirige jusqu'à sa retraite en 1978 et où il enseigne jusqu'à l'année de sa mort l'histoire des idées européennes et le fédéralisme.
En 1967, il reçoit le prix de la Ville de Genève. En 1969, il estime « qu'on doit reconnaître une fonction civique irremplaçable aux objecteurs de conscience. » Le 17 avril 1970 l'Université de Bonn lui remet le prix et la médaille Robert Schuman pour l'ensemble de son œuvre, en particulier pour Vingt-huit siècles d'Europe et Les chances de l'Europe, et en sa qualité de directeur du Centre européen de la culture. En 1971 il est nommé docteur honoris causa de la faculté de droit de l'université de Zurich. Dans les années 1970 il contribue au développement du mouvement écologiste : il est membre fondateur du Groupe de Bellerive (1977), organe de réflexion sur les orientations de la société industrielle et auteur de travaux pionniers sur les dangers du nucléaire, la même année paraît L'avenir est notre affaire, un de ses ouvrages majeurs, consacré aux enjeux écologiques de la problématique de l'environnement en lien avec les régions ; il fonde avec Jacques Ellul le groupe Ecoropa. Le 11 novembre 1976 il reçoit un diplôme de l'Académie d'Athènes. En 1978 il crée la revue Cadmos, organe du Centre européen de la culture et de l'Institut universitaire d'études européennes (IUEE). En 1981 il est nommé docteur honoris causa de l'Université de Galway en Irlande. En 1982 il reçoit le Grand Prix de la Fondation Schiller suisse.

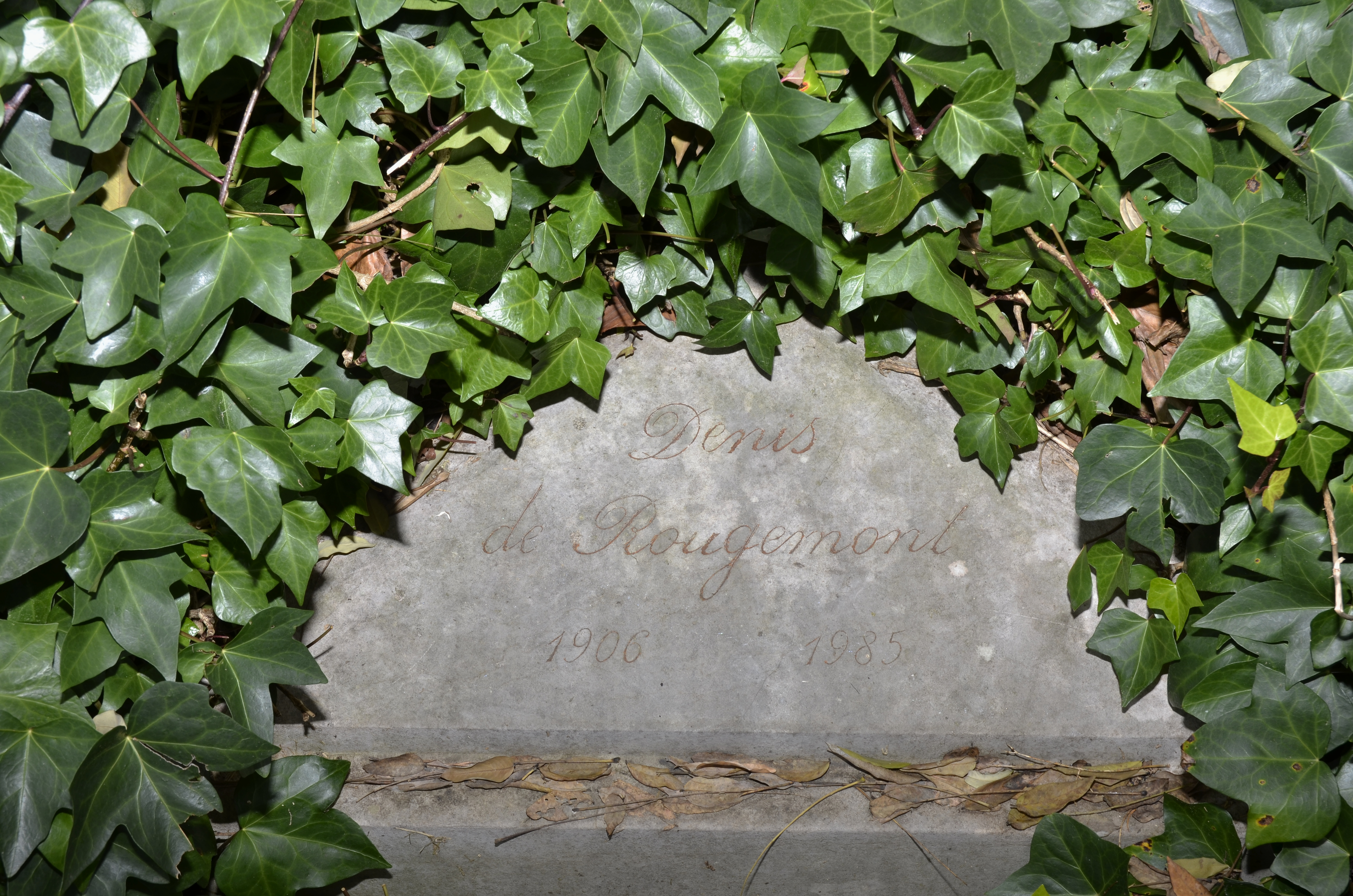
Tombe de Denis de Rougemont, cimetière des Rois, Genève

Denis de Rougemont meurt à Genève le 6 décembre 1985 et, comme tous les lauréats du prix de la Ville de Genève, il est enseveli au cimetière des Rois à Plainpalais.

## Principaux aspects de la pensée de Denis de Rougemont
Denis de Rougemont est considéré notamment comme l'un des grands penseurs pionniers de l'idée d'instituer un fédéralisme européen et, avec Alexandre Marc, il est un des principaux représentants du fédéralisme intégral.
Alerté par le rapport Meadows, publié par le Club de Rome au début des années 1970, Denis de Rougemont réfléchit également aux limites écologiques de la planète Terre, auxquelles se heurte la volonté prométhéenne de sociétés avides de progrès technique et de croissance économique et parfaitement inconscientes de ces limites. Sa critique de l’économie en croissance continue s’étend à la technique elle-même, de manière assez parallèle à la pensée de Jacques Ellul, avec qui il n'échange cependant pas directement sur ce thème.

## Rougemont 2.0: Les œuvres de Denis de Rougemont en ligne
Depuis mars 2020, le site Rougemont 2.0 développé par des chercheurs de l'Université de Genève propose une édition numérique en libre accès des œuvres de Denis de Rougemont.

## Hommages
- Un lycée et une rue portent son nom à Neuchâtel[44].
- La Ville de Genève lui a consacré une rue dans le quartier du Petit-Saconnex, à proximité de la Place des Nations, où se trouve le siège européen des Nations unies.
- Denis Rougemont est enterré au Cimetière des Rois à Genève.
- Le train RABDe 500 013-8 des CFF porte le nom de Denis de Rougemont. Des citations de Denis de Rougemont décorent l'intérieur des voitures.